# Neopentaan
Neopentaan is een organische verbinding met als brutoformule C5H12. De stof komt voor als een kleurloos, zeer licht ontvlambaar gas. Het wordt commercieel verhandeld in gascilinders onder vloeibare vorm.
Neopentaan is, naast 2-methylbutaan, een van de drie structuurisomeren van n-pentaan. De IUPAC-nomenclatuur heeft de triviale naam neopentaan behouden. De systematische naam van neopentaan is immers dimethylpropaan.

## Toepassingen
Neopentaan is een weinig reactieve verbinding. Een van de mogelijke reacties is de alkylering van aromatische verbindingen, waarbij neopentaan een tert-butylgroep levert. Zo kan bijvoorbeeld tolueen omgezet worden in tert-butyltolueen. De reactie vindt plaats in de gasfase en onder bestraling met hoogenergetische gamma- of bètastraling. Andere toepassingen zijn onder andere als blaasmiddel voor het maken van kunststofschuimen, als koelmiddel (R601b) en soms ook als drijfgas in spuitbussen.

## Naam
De naam neopentaan betekent eigenlijk nieuw-pentaan. In de tijd dat de scheiding van organische verbindingen vooral een kwestie van destilleren was, ontsnapte een laagkokende verbinding makkelijk - letterlijk - uit de opstelling en aan de aandacht. De ontdekking van de verschillende isomeren van pentaan verloopt dan ook met afnemend kookpunt. Na de ontdekking van n-pentaan met een kookpunt van 36 °C volgt het iets lager kokende isomeer isopentaan met een kookpunt van 30 °C. Als laatste volgt neopentaan, met een kookpunt van slechts 10 °C. Bij kamertemperatuur zal dit laatste isomeer, zelfs als het opgelost in een mengsel voortkomt, na een destillatie niet meer vloeibaar worden.